# Nachts schlafen die Ratten doch!
Nachts schlafen die Ratten doch è una Kurzgeschichte (racconto breve) dello scrittore tedesco Wolfgang Borchert. Fu scritta nel gennaio del 1947 e pubblicata nel novembre dello stesso anno nella seconda raccolta di racconti di Borchert An diesem Dienstag. Il testo è considerato come esempio della Trümmerliteratur (letteratura delle macerie) dopo la Seconda Guerra Mondiale ed è inserita come lettura scolastica nelle programmazioni didattiche in molti Länder. La storia si svolge in una città distrutta durante la guerra da un bombardamento. Un bambino di 9 anni fa la guardia al luogo dove il corpo del fratello giace sepolto sotto le macerie per difenderlo dai topi. Un uomo che passava di lì per caso riesce ad ottenere la fiducia del bambino. Affermando che di notte i topi dormono dissuade il ragazzino sfinito dal vegliare il cadavere del fratello e gli ridà un po' di speranza e di infanzia perduta.

## Trama
Nel deserto di macerie di una città distrutta da un bombardamento sta seduto Jürgen, un bambino di 9 anni. Fa la guardia al corpo di suo fratello di 4 anni che giace sotto le macerie, poiché crede che altrimenti i topi lo avrebbero mangiato. Un uomo anziano coinvolge Jürgen in un dialogo per ottenere la sua fiducia e per capire a cosa stesse facendo la guardia. L'uomo tenta di attirare l'attenzione del ragazzo diffidente sul mangime per conigli che ha nel suo cesto, ma, nonostante l'invito a venire a vedere i coniglietti, Jürgen rifiuta perché non può smettere di fare la guardia. Solo quando l'uomo si gira per riprendere il cammino Jürgen comincia a raccontare. Racconta della caduta delle bombe sulla sua casa e del seppellimento del fratellino. Il maestro gli ha insegnato che i topi mangiano i cadaveri e per questo sta facendo la guardia notte e giorno. A questo punto l'uomo afferma che tutti sanno che di notte i topi dormono. Perciò Jürgen avrebbe potuto abbandonare il posto di guardia dopo il tramonto e tornarsene a casa senza preoccupazioni. Soltanto dopo aver ascoltato queste parole Jürgen mostra la sua enorme stanchezza. L'uomo se ne va con la promessa di tornare a prendere il ragazzo dopo il calar del sole, per regalargli un coniglio e per riportarlo a casa dai suoi genitori. L'uomo già in cammino, non sente le grida agitate del ragazzo che dice di aver a casa vecchie assi per fare una gabbia per il coniglietto. Il sole calante splende attraverso le gambe storte dell'uomo e nel cesto, tra il grigio delle macerie, si intravede il verde del mangime per conigli.

## Forma
Hans-Gerd Winter afferma che in molti altri racconti brevi Borchert narra, come in Nachts schlafen die Ratten doch, un episodio della Seconda Guerra Mondiale rivolgendo la sua attenzione esclusivamente sulle vittime della guerra e mostrando in modo esemplare il loro dolore. Il contesto storico e politico si dissolve. Non si può inquadrare la vicenda né in un tempo né in uno spazio preciso. I protagonisti vengono analizzati nella loro interiorità, ma restano dei personaggi tipo (“il ragazzo”, “l'uomo”). Solo il ragazzo riceve nel corso del racconto un nome proprio, al contrario le macerie della città vengono personificate attraverso verbi come “sonnecchiare”, “sbadigliare”.
Nachts schlafen die Ratten doch presenta, come in molti racconti della letteratura del Dopoguerra, un inizio e una fine aperta. Nonostante il racconto sia narrato in terza persona, viene assunto il punto di vista del ragazzo e la posizione dei due personaggi (“l'uomo” in piedi e “il ragazzo” seduto) sottolinea ulteriormente la differenza d'età. Il nucleo del racconto è rappresentato dall'incontro tra i due che si svolge come dialogo, con un narratore sullo sfondo che talvolta descrive e commenta la scena. In questo modo il confronto tra i due personaggi riceve la forma drammatica di una scena teatrale, genere dal quale originariamente Borchert proviene come attore e regista. Senza dare un'interpretazione psicologica alle angosce dei protagonisti l'evento interiore viene rappresentato attraverso un breve dialogo, in particolare il cambiamento del ragazzo. Lo scarso utilizzo del mezzo narrativo e la resa poetica della forma nella sua precisione ricordano a Manfred Durzak Ernest Hemingway.

## Struttura di base
Nachts schlafen die Ratten doch segue la struttura base dei racconti di Borchert, nei quali secondo Károly Csúri, i protagonisti passano da uno stato iniziale “nel quale si trovano ancora in una fase armoniosa di sicurezza virtuale e senza tempo” attraverso uno stadio di passaggio di “emarginazione storico-temporale” e grazie a un “aiuto di figure ambivalenti” ad un nuovo stato finale di “sicurezza virtuale e senza tempo (o sicurezza apparente)”. Secondo Hans-Gerd Winter la condizione iniziale di sana vita familiare per Jürgen si colloca già al principio del racconto nel passato. Il fatto che egli fumi dimostra, come molte delle situazioni che il ragazzino ha vissuto, che ha superato troppo in fretta l'infanzia. In questa fase di passaggio del racconto diventa sempre più chiara l'eccessiva pretesa del ragazzo, la conseguente insicurezza e la sua paura. Egli fa parte di quella generazione che Borchert descrive nel suo testo “Generation ohne Abschied” come “generazione senza rifugio”, allontanata dal recinto dell'infanzia. Solo l'uomo aiuta Jürgen a rientrare nella fanciullezza e in una situazione di protezione. Alla fine del racconto viene nuovamente offerta al ragazzo una prospettiva di futuro senza però che venga data risposta a tutte le domande sulla sopravvivenza del domani.

## Sviluppo dinamico
Secondo Anna Maria Giachino “Nachts schlafen die Ratten doch” utilizza un tipico mezzo stilistico della letteratura del Dopoguerra, di cui Borchert era maestro: lo sviluppo dinamico all'interno del racconto. Il processo attraverso cui da un mondo di macerie e di morte il ragazzo viene riportato in un mondo di fiducia e di vita viene mostrato attraverso l'uso di contrasti a livello di linguaggio e di immagini. L'immagine iniziale del freddo triste e grigio deserto di rovine si trasforma in un'immagine che promette una calda rossa vita di speranza, nella quale il sole splende attraverso le gambe storte dell'uomo e lo rende foriero di vita. Anche nel dialogo fra i due personaggi c'è un cambiamento: mentre al principio vengono scambiate solo frasi corte e interrotte, l'espressione del ragazzo diventa verso la fine più intensa e diretta e la costruzione della frase più completa, fino al momento in cui nelle grida del ragazzo si ritrovano vita e speranza.
Esteriormente non è cambiato molto al termine del racconto: il ragazzo rimane in mezzo alle rovine, anche il contenuto delle frasi richiama di nuovo la scena dell'inizio. Secondo Helmut Christmann è giunto il momento dell'azione: la statica è diventata dinamica. L'immagine del cesto che oscilla simboleggia il cambiamento avvenuto sotto la superficie. Anche i colori che rispecchiano l'interiorità delle persone si sono trasformati. Infatti ritroviamo al termine del racconto i colori rosso e grigio, ma ne troviamo anche uno nuovo, un nuovo colore simbolico: il verde della speranza, anche se”mescolato al grigio delle macerie” In un mondo di distruzione e morte, il verde significa la vita indistruttibile nonostante tutto. L'immagine iniziale dell'Apocalisse si è trasformata secondo Wilhelm Große in un'immagine di speranza, la mancanza di vita e la rigidità dell'inizio hanno ceduto il passo ad una nuova vitalità, i personaggi hanno trovato la possibilità di comunicare e una reciproca fiducia. Il titolo Nachts schlafen die Ratten doch contiene anche l'affermazione che la forza della distruzione viene arginata proprio da un'umanità così semplice e immediata, come quella dell'uomo di questo racconto.

## Il vecchio e i maestri
Secondo Harro Gehse il vecchio richiama delle associazioni con Dio, nominato da Borchert “l'uomo vecchio” nel dramma teatrale dei reduci di guerra Draußen vor der Tür (Fuori davanti alla porta). Mentre quest'ultimo rimane debole e semplicemente piange il destino dei suoi “figli” senza poterli aiutare, il vecchio di Nachts schlafen die Ratten doch riesce ad aiutare il ragazzo a superare il rifiuto iniziale. La necessaria bugia terapeutica è in contraddizione con la cruda storia d'orrore dei topi che mangiano gli uomini, che l'insegnante ha spiegato ai suoi scolari, un sapere scolastico sterile, che non offre nessun aiuto per superare le traumatiche esperienze di guerra. Borchert stesso, figlio di un insegnante, elabora qui la sua personale antipatia contro un corpo insegnanti che educava gli alunni all'entusiasmo per la guerra e li spediva al fronte senza prepararli all'orrore che li attendeva. In Draußen vor der Tür il reduce Bechmann tira le somme: “erano così entusiasti. Poi la guerra è arrivata finalmente e dopo ci hanno mandato laggiù. E non ci hanno detto niente. Solo – state bene ragazzi!, hanno detto. In gamba, ragazzi! Così ci hanno traditi”./

## Inquadramento nell'opera completa
La situazione finale di Nachts schlafen die Ratten doch si ritrova, secondo Joseph L. Brockington, in molti racconti brevi della letteratura del Dopoguerra e specialmente in quelle di Wolfgang Borchert: attraverso l'esperienza della guerra un uomo si ritrova isolato ed estraniato dai suoi compagni. Ma al contrario di ciò che accade nel racconto di Borchert “Die Hundeblume”, dove i detenuti marciano durante la passeggiata giornaliera in cortile l'uno davanti all'altro senza incontrarsi, in “Nachts schlafen die Ratten doch” nasce un contatto tra l'uomo e il ragazzo.
Spesso nelle opere di Borchert un simile contatto resta a senso unico. Una persona è disposta a liberarsi del suo passato e dell'isolamento, il suo simile però no e il contatto si interrompe. Questo finale si trova nel rapporto di Bechmann con la ragazza in Draußen vor der Tür, nonché nei racconti brevi come “Bleib doch Giraffe” oppure “Die traurigen Geranien”. In Nachts schlafen die Ratten doch si arriva invece ad un finale ottimistico. Entrambe le persone trovano per sé una buona soluzione per il futuro e sono disposti a tentare un cambiamento personale nel loro modo di vedere le cose. Tuttavia “Nachts schlafen die Ratten doch” non si conclude in modo totalmente positivo, bensì con un finale aperto. Sebbene il lettore supponga che l'uomo ritorni, la possibilità realistica di un finale opposto rimane ipotizzabile. Nel suo testo Das ist unser Manifest Borchert ha espresso il fondamentale ribrezzo per il lieto fine, che era tipico per tanti autori della sua generazione: “Non abbiamo più bisogno di pianoforti intonati. Siamo noi stessi dissonanti.” Ciononostante Nachts schlafen die Ratten doch termina con l'immagine della luce del sole, che attraverso le gambe storte dell'uomo offre un barlume di speranza.
Borchert contrappone al nichilismo della “Stunde null” (Ora zero) il suo annuncio programmatico in “Das ist unser Manifest”: “Perché siamo delle persone che dicono di no. Ma non diciamo no per disperazione. Il nostro no è una protesta (…) perché dobbiamo costruire dal no nuovamente un sì, dobbiamo costruire case nell'aria libera del nostro no. Case di legno e cervello, di pietra e pensiero”.

## Genesi del racconto
Nachts schlafen die Ratten doch appartiene a più di cinquanta testi in prosa che Wolfgang Borchert ha scritto dopo aver terminato il suo primo racconto del Dopoguerra „Die Hundeblume“ il 24 gennaio del 1946 fino al suo ultimo testo redatto nel settembre del 1947. A causa di una malattia al fegato presa durante la guerra contro l'unione sovietica e durante la prigionia dovuta al cosiddetto “oltraggio alla morale militare” Borchert dovette scrivere i suoi racconti in gran parte nel suo letto di ospedale, dove il suo stato di salute peggiorava costantemente.
La sua spiccata voglia di vivere si può desumere anche dal desiderio di un futuro che Borchert ha trasmesso al ragazzino di nove anni, come se questi fosse una proiezione dello scrittore stesso condannato a morte.
Nell'elenco dei testi fatto da Borchert stesso l'autore ha indicato il 1947 come anno di origine per “Nachts schlafen die Ratten doch”. Una stesura scritta in un quaderno di colore grigio che Borchert regalò a suo padre per il suo cinquantasettesimo compleanno porta la data dell'11 gennaio 1947. Il racconto breve comparve per la prima volta nel novembre del 1947 nella seconda racconlta di testi in prosa di Borchert “An diesem Dienstag”dell'editore Rowholt. Nello stesso mese Wolfgang Borchert morì a Basilea all'età di ventisei anni a causa della sua malattia al fegato. Nel 1949 è stato pubblicato il suo racconto breve sempre dall'editore Rowholt nel “Gesamtwerk” (Opera completa) di Wolfgang Borchert. Nell'anno 1986 la casa editrice pubblicò un'edizione fac-simile del manoscritto originale dei racconti “Die Hundeblume” e “Nachts schlafen die Ratten doch”.

## Ricezione
Nachts schlafen die Ratten doch è uno dei racconti più noti di Wolfgang Borchert. Vale come esempio per la disadorna “Kalschlag-Prosa” che spesso è anche indicata come “Trümmerliteratur” della poesia tedesca del Dopoguerra e sarà analizzata a livello di ricerca linguistica. Viene spesso utilizzata come lettura scolastica. La prospettiva del ragazzino rende più semplice per gli studenti la comprensione e più facile l'introduzione allo studio di Borchert. Secondo Werner Zimmermann la tensione fra le affermazioni del ragazzo e le repliche dell'uomo in “Nachts schlafen die Ratten doch” provoca al lettore un'immediata commozione. Secondo Manfred Durzak Borchert aveva individuato un contesto situazionale con una forte densità poetica che rende comprensibile l'irrompere crudele della guerra nell'immaginario infantile, senza che Borchert lo rendesse a livello psicologico. Anche per Hermann Wiegmann l'autore comunica attraverso il racconto un “dialogo molto intenso e commovente fra il vecchio e il ragazzo”. La resa di “situazioni poeticamente riuscite” fanno considerare Borchert il “Büchner” del suo tempo.

## Opere
Edizioni
- Wolfgang Borchert: An diesem Dienstag. Neunzehn Geschichten. Rowohlt, Hamburg/Stuttgart 1947, S. 69–72 (Erstausgabe).
- Wolfgang Borchert: Das Gesamtwerk. Rowohlt, Reinbek 2007, ISBN 978-3-498-00652-5 (Erweiterte und revidierte Neuausgabe, hrsg. von Michael Töteberg, unter Mitarbeit von Irmgard Schindler), S. 255–258.

## Critica
- Hans-Gerd Winter: Wolfgang Borchert: Nachts schlafen die Ratten doch. In: Werner Bellmann (Hrsg.): Klassische deutsche Kurzgeschichten. Interpretationen. Reclam, Stuttgart, 2004, ISBN 978-3-15-017525-5, S. 46-51.
- Harro Gehse: Wolfgang Borchert: Draußen vor der Tür. Die Hundeblume und andere Erzählungen. Beyer, Hollfeld 2007, ISBN 978-3-88805-134-0, S. 75–78.
- Wilhelm Große: Wolfgang Borchert. Kurzgeschichten. Oldenbourg, München 1995, ISBN 978-3-637-88629-2, S. 52–54.
- Helmut Christmann: Nachts schlafen die Ratten doch. In: Rupert Hirschenauer, Albrecht Weber (Hrsg.): Interpretationen zu Wolfgang Borchert. Oldenbourg, München 1995, ISBN 3-486-01909-0, S. 76–82.
- Manfred Durzak: Die deutsche Kurzgeschichte der Gegenwart. Königshausen & Neumann, Würzburg 2002, ISBN 3-8260-2074-X, S. 323–324.